# محطة كانساس النووية

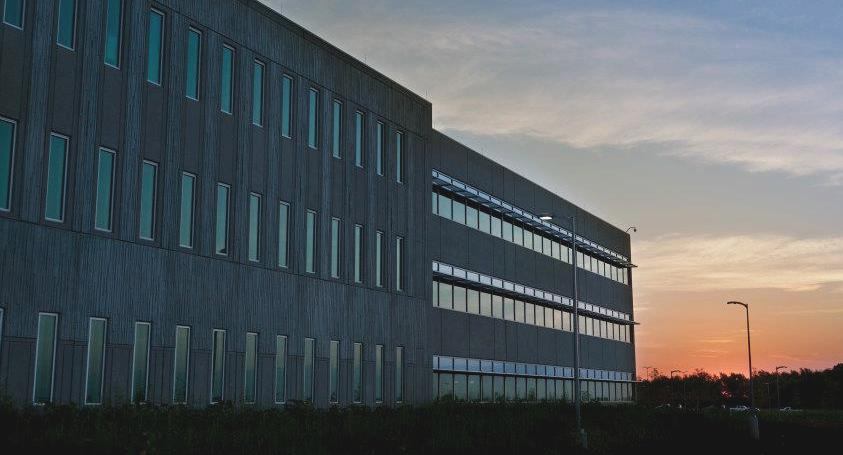

محطة مدينة كانساس النووية (بالإنجليزية: Kansas City Plant)‏ هي الإدارة الوطنية للأمن النووي (إدارة الأمن النووي) منشأة تديرها وتشغلها شركة هانيويل للتصنيع والتكنولوجيا التي تنتج 85 في المئة من المواد غير النووية المستخدمة في ترسانة السلاح النووية الأمريكي. أعيدت تسميته في الحرم الجامعي كانساس سيتي الأمن القومي في عام 2015.
تقع في شارع 14520 Botts طريق, كانساس سيتي, MO.
وينتج المصنع مكونات المواد الميكانيكية والإلكترونية وهندسة غير النووية لأنظمة الدفاع الوطني الأمريكية مثل نظم الطاقة العالية اشتعال الليزر والإنتاج اللمواد المتناهية الصغر في الميكروويف الهجين، والأجهزة الكهربائية الصغيرة. يوفر المصنع أيضا خدمات فنية مثل تحليل المعادن / الميكانيكية، الكيمياء التحليلية، والاختبار البيئي، اختبار غير تدميري والتدريب القائم على الحاسوب، والمحاكاة والتحليل، وإصدار الشهادات التقنية.
‌